# Wu Jiaxin
Wu Jiaxin (chinois : 吴佳欣 ; pinyin : Wú Jiāxīn ; née le 28 février 1997) est une archère chinoise.

## Biographie
Wu Jiaxin commence le tir à l'arc en 2010. Elle participe à ces premières compétitions internationales en 2013. Elle remporte son premier podium en 2013 aux championnats du monde junior de 2013.

## Palmarès
- Jeux olympiques[1]
  - 6e à l'individuel femme aux Jeux olympiques d'été de 2016 à Rio de Janeiro.
  - 7e à l'épreuve par équipe femme aux Jeux olympiques d'été de 2016 à Rio de Janeiro (avec Qi Yuhong et Cao Hui).

- Championnats du monde[1]
  -  Médaille d'argent à l'épreuve individuelle femme aux championnats du monde junior de 2013 à Wuxi.
  -  Médaille de bronze à l'épreuve par équipe femme aux championnats du monde junior de 2013 à Wuxi.

- Coupe du monde[1]
  -  Médaille de bronze à l'épreuve par équipe femme à la coupe du monde 2015 de Antalya.
  -  Médaille d'argent à l'épreuve par équipe mixte à la coupe du monde 2015 de Medellín.
  -  Médaille d'argent à l'épreuve individuelle femme à la coupe du monde 2016 de Medellín.
  -  Médaille d'argent à l'épreuve par équipe femme à la coupe du monde 2016 de Medellín.